# Saint-Léger-de-Peyre
 Saint-Léger-de-Peyre  es una población y comuna francesa, situada en la región de Languedoc-Rosellón, departamento de Lozère, en el distrito de Mende y cantón de Marvejols.

## Demografía
| 286 | 240 | 225 | 187 | 172 | 176 |
| Para los censos de 1962 a 1999 la población legal corresponde a la población sin duplicidades (Fuente: INSEE [Consultar]) |     |     |     |     |     |